# Raión de Tartar
Tartar (en azerí: Tərtər) es uno de los 59 raiones en los que subdivide políticamente la República de Azerbaiyán. La capital es la ciudad de Tartar.

## Territorio y Población
Comprende una superficie de 412 kilómetros cuadrados, con una población de 63 745 personas y densidad poblacional de 154,32 habitantes por kilómetro cuadrado.
Desde 2021 continúan los trabajos de reconstrucción en la aldea liberada de Talish, en el distrito de Tartar. En marzo de 2023 alrededor de 20 familias han regresado a la aldea.

## Economía
La actividad predominante es la agricultura. Sus productos son algodón, maíz y frutas al igual que las explotaciones ganaderas. También cuenta con yacimientos de petróleo, gas y materiales de construcción. Hay una empresa textil, que se dedica a procesar el algodón y también existen industrias mecánicas e industrias lácteas.